# إعداد القهوة
إعداد القهوة هي عملية تحويل حبوب القهوة (البن) إلى شراب. تختلف خطوات صنع القهوة مع اختلاف نوع القهوة ومع المواد الخام،
تتضمن العملية من أربع خطوات أساسية:
1. تحميص حبوب البن الخام،
2. طحن حبوب البن المحمص،
3. يخلط البن المطحون مع الماء الساخن لفترة معينة،
4. وأخيرا تفلتر القهوة السائلة من البن المطحون.

## طريقة إعداد القهوة العربية

### المكونات
- 4 كوب ماء.
- 4 ملاعق كبيرة قهوة مطحونة.
- ملعقة كبيرة هيل.

### طريقة التحضير
1. وضع الماء في الوعاء المخصص على النار (الدلة) حتى إلى درجة الغليان.
2. إضافة القهوة والهيل إلى الماء المغلي مع التقليب.
3. ترك الخليط على نار هادئة لمدة ربع ساعة.
4. تصفية القهوة وتقديمها أو الاحتفاظ بها في الترمس المخصص.[4]